# ممده
ممده، روستایی از توابع بخش مرکزی شهرستان خوی در استان آذربایجان غربی ایران است.

## جمعیت
این روستا در دهستان دیزج قرار دارد و براساس سرشماری مرکز آمار ایران در سال ۱۳۸۵، جمعیت آن چهل و پنج خانوار بوده‌است.